# Zadovoljna (TV emisija)
Zadovoljna je hrvatska televizijska emisija koja je s emitiranjem krenula 4. rujna 2011. Voditeljica tog projekta je hrvatska voditeljica Mirna Maras.

## Koncept emisije
U emisiji "Zadovoljna" voditeljica Mirna Maras predstavlja gledateljima teme specijalizirane za zdravlje, njegu i ljepotu žene. Osim uz novosti o najnovijim trendovima u ljepoti i zdravlju, emisija nas uvodi i u svijet roditeljstva i u svijet izgleda zvijezda iz svijeta filma, glazbe i javnog života.

## Raspored emitiranja
Emisija je svoju premijeru doživjela 4. rujna 2011. na Doma TV-u u 17:40 sati. "Zadovoljna" se emitirala nedjeljom. Posljednja emisija emitirana je na Božić, 25. prosinca 2011.

## Vanjske poveznice
- Službena stranica  Arhivirana inačica izvorne stranice od 1. studenoga 2011. (Wayback Machine)